# 沅石沟“公馆”遗址
沅石沟“公馆”遗址位于中国浙江省宁波市海曙区横街镇惠民村了舍自然村沅石沟西侧，民国建筑，建于1945年，为新四军江南部分北撤后，部分三五支队战士为避免受到国民党迫害，在深山老林中建立的营地，美称为“公馆”，现公馆地面建筑已不存，仅留下地面平台及部分墙体结构，东西长11米，南北宽4.6米，墙体由自然块石垒砌而成，2010年公布为鄞州区文物保护单位，2018年12月28日因行政区划调整公布为海曙区文物保护单位。